# Dom Museum Wien
Das Dom Museum Wien ist ein Museum der Erzdiözese Wien im Zwettlerhof neben dem Erzbischöflichen Palais am Stephansplatz 6.

## Geschichte
Das Erzbischöfliche Dom- und Diözesanmuseum wurde über Initiative von Kardinal Theodor Innitzer gegründet und am 3. Juni 1933 in Räumlichkeiten des Erzbischöflichen Palais eröffnet. 1973 erfolgte der Umzug in den Zwettlerhof (Stephansplatz 6) und ab der Mitte der 1980er Jahre wurden weitere Räumlichkeiten für den Museumsbetrieb adaptiert.
Von 2010 bis 2015 hieß es „Dommuseum“, und seit dem 1. August 2015 lautet der offizielle Name „Dom Museum Wien“.
Im Mai 2012 wurde das Museum geschlossen, um es umzubauen und konzeptionell neu auszurichten. Seit März 2013 leitet die Wiener Kunstwissenschaftlerin Johanna Schwanberg das Dom Museum Wien.
2020 wurde das Museum mit dem Österreichischen Museumspreis ausgezeichnet.

## Umbau und Neueröffnung
Mit dem nach der Schließung im Mai 2012 erfolgten Umbau wurde der Architekt Boris Podrecca betraut. Nun sollten in den neu konzipierten Räumlichkeiten im historistischen Palais am Stephansplatz die wertvollen Exponate mittelalterlicher Sakralkunst und des Domschatzes St. Stephan im Zusammenspiel mit Schlüsselwerken der österreichischen Avantgarde und zeitgenössischen Positionen gezeigt werden. Im Oktober 2017 wurde das neue Dom Museum Wien feierlich eröffnet.
Für die Zeit des Umbaus wurde viele Exponate im Westwerk des Stephansdomes untergebracht. Die bedeutendsten kultur- und kunsthistorische Konglomerate wurden jedoch nach Fertigstellung des Museumumbaus wieder ins Museum rücktransferiert.

## Konzeption und Sammlungsschwerpunkte

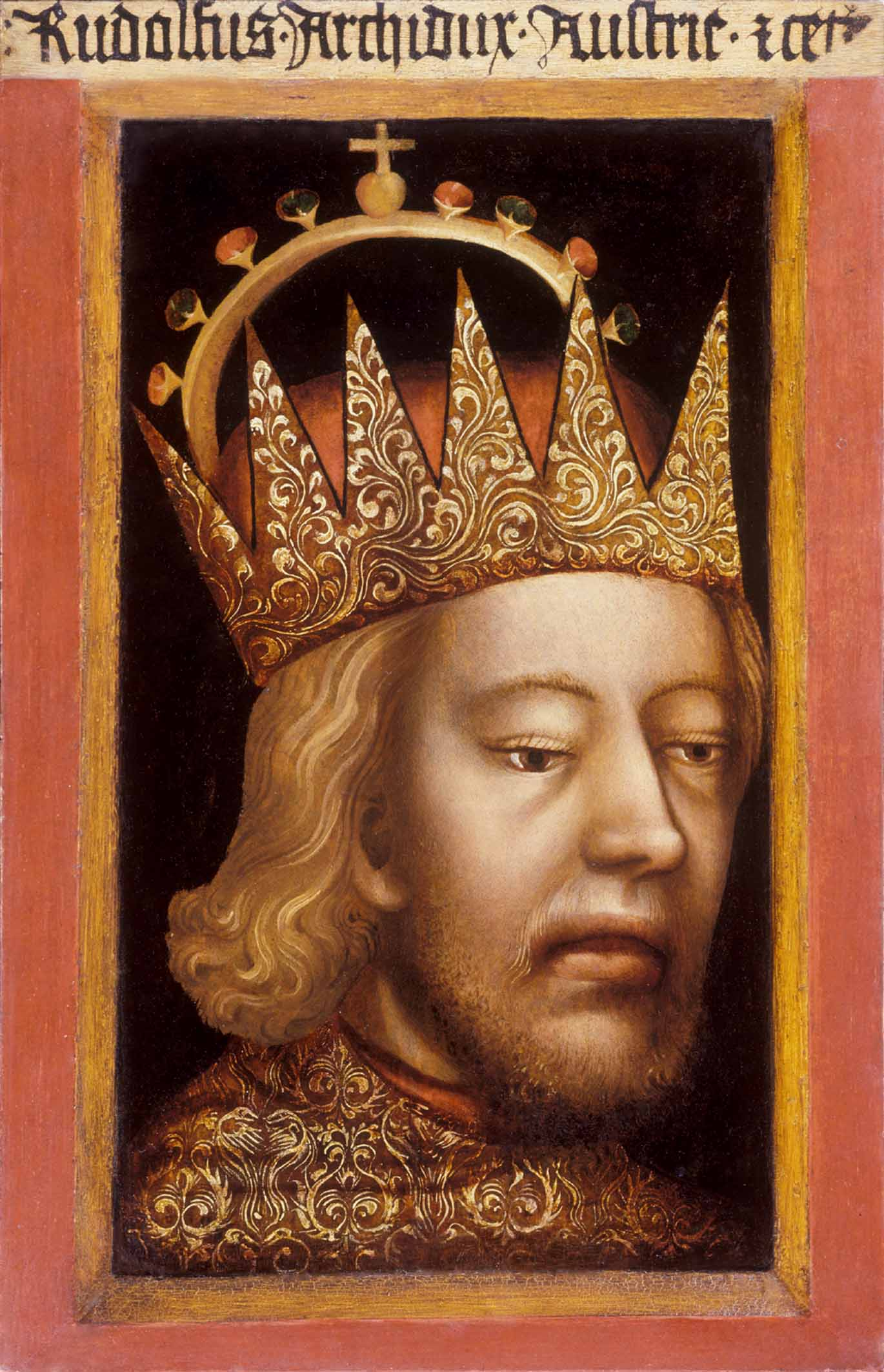
Das Porträt Herzog Rudolfs IV. aus dem 14. Jahrhundert gilt allgemein als das älteste gemalte Porträt des Abendlandes und ist das wertvollste Exponat des Museums.

Das Dom Museum Wien vereint mehrere Sammlungsschwerpunkte:
Mittelalterlicher Domschatz von St. Stephan: Dazu zählen wertvolle Altäre, kunstvolle mit Gold und Edelsteinen verzierte sakrale Objekte wie Monstranzen und Kelche, Gemälde, kostbare Handschriften sowie prunkvolle Gewänder.
Rudolf IV der Stifter: Die Objekte, die im Zusammenhang mit Erzherzog Rudolf IV. (1339–1365) stehen. Im 14. Jahrhundert legte er den Grundstein für den gotischen Neubau des Stephansdoms und gründete auch die Universität Wien. Er gilt allgemein als Vater der imperialen Habsburg-Hauptstadt. Highlights der Sammlung: das Bildnis Rudolfs, das als ältestes gemaltes Porträt des Abendlandes gilt; sein Grabtuch aus mit Goldfaden gewebtem Seidenstoff, ursprünglich gefertigt für einen muslimischen Sultan.
Kunst der Wiener Moderne und der Avantgarde: Die im Dom Museum Wien beheimatete Otto Mauer Sammlung spannt den Bogen von Werken der Expressionisten und Secessionisten bis hin zu Werken der wichtigsten Vertreter der österreichischen Avantgarde der 1950er und 60er, wie Gironcoli, Kogelnik, Lassnig, Mikl, Oberhuber, Prachensky, Rainer, u. v. a.
Zeitgenössische Kunst aus Österreich: Der seit 1983 alljährlich an junge in Österreich lebende Künstler verliehene Otto-Mauer-Preis bedingt u. a. auch den Ankauf einer repräsentativen Arbeit des Preisträgers und garantiert dadurch die ständige Erweiterung der Sammlung des Dom Museum Wien. Vertreten sind u. a. Werke von Erwin Bohatsch, Peter Kogler, Heimo Zobernig, Maria Hahnenkamp, Dorit Margreiter, Esther Stocker, Isa Rosenberger und Nilbar Güres.
Das Programm des Museums bewegt sich im Spannungsfeld von Kunst, Kirche und Gesellschaft. Dauer- und Sonderausstellungen sowie Veranstaltungen sollen einen zeitgemäßen Blick auf die Geschichte der sakralen Kunst bieten, aber auch zeitgenössische Künstler einbeziehen. Die historischen und zeitgenössischen Werke sollen neu kontextualisiert und miteinander in einen Dialog treten Neben interkulturellen und interreligiösen Fragen möchte das Museum existenziellen Themen einen Platz einräumen, die zum Kern der christlichen Religion gehören: Identität, Migration, Ausgrenzung, Gewalt und Armut.

## Dauerausstellung
Das Museum zeigt in seiner ständigen Schausammlung Kunst aus über eintausend Jahren, vor allem Werke aus dem Stephansdom und aus den zahlreichen Kirchen der Erzdiözese in Wien und Niederösterreich. Seit der Neueröffnung im Jahr 2017 ist der Sammlung Otto Mauer ebenfalls permanent ein Raum in der Schausammlung gewidmet. Ein wichtiger Aspekt des neuen Ausstellungskonzeptes ist die Gegenüberstellung von alter und neuer Kunst, von Tradition und Moderne. Entsprechend sind Werke zeitgenössischer Künstler (Iris Andraschek, Hubert Lobnig, Maria Hahnenkamp, Judith Huemer) in der Dauerausstellung zu sehen, die die historischen Objekte kontextualisieren, konterkarieren und ergänzen.

## Ausstellungen
- 2007: Anatomie der Vergänglichkeit – Malerei von Franz Basdera
- 2007: Feuer und Geist – 1000 Jahre bulgarische Ikonen
- 2007: Weihnachtskrippen aus Europa – Die Sammlung Schreiber
- 2008: Religion, Fleisch und Macht – Das Religiöse im Werk von Alfred Hrdlicka
- 2008: Zwischen den Welten – Helmuth Gräff
- 2008: Helden, Heilige, Himmelsstürmer – Fußball und Religion
- 2008: 75 und kein bisschen alt – Sonderprogramm zum Jubiläum
- 2008: Ikonen unter Hammer und Sichel – Die Russische Orthodoxe Kirche im 20. Jahrhundert
- 2008: Baby Jesus – Krippen aus fünf Kontinenten aus der Sammlung Schreiber
- 2009: Hans Robert Pippal – Sakral
- 2009: Arik Brauer und die Bibel – Zum 80. Geburtstag
- 2009: Hans Plobner – Eisenradierungen, Gouachen
- 2009: Klemens Maria Hofbauer – Stadtpatron von Wien – Zum 100-Jahr-Jubiläum der Heiligsprechung
- 2009: Expression und Meditation – Aus der Sammlung Rombold
- 2009: Maria lactans – Die Stillende in der Kunst
- 2010: Kroatien – Wiege europäischer Kultur
- 2010: Memoria mediterranea – Matko Trebotić
- 2010: Serbien – Kulturelle Brücke zwischen Ost und West
- 2010: Detlev Kreidl – Vielfalt der Farbe
- 2010: Expedition Bibel – Entdeckungsreise mit allen Sinnen
- 2011: Dantes Vision – Durch die Hölle zum Licht
- 2011: Von Arthur Aal bis Rosa Zwirn – Die schönsten jüdischen Namen deutscher Sprache
- 2011: The City – Ein Epyllion über das Schicksal einer Stadt
- 2011: Jesukindlein, komm zu mir! – Krippen und Kindln aus Altösterreich
- 2012: Usbekistan – Wiege der Kulturen und Zivilisationen Zentralasiens
- 2012: Symbol Religion Mythos – Das Kreuz in der Bildhauerei
- 2012: Fenster in eine andere Welt – Zeitgenössische Ikonen von Nikos Kypraios
- 2017: Bilder der Sprache – Sprache der Bilder (Eröffnungsausstellung nach Umbau)
- 2018: Zeig mir deine Wunde
- 2019: Family Matters
- 2020: Fragile Schöpfung
- 2021: arm & reich
- 2022: Mahlzeit
- 2023/24: Sterblich sein
- 2024/25: In aller Freundschaft

## Leitung
- 1961–1972 Rudolf Bachleitner
- 2007–2012 Bernhard Böhler
- seit 2013 Johanna Schwanberg

## Auszeichnungen
- 2020: Österreichischer Museumspreis[2]